# Черлін (Великопольське воєводство)
Черлін (пол. Czerlin) — село в Польщі, у гміні Ґоланьч Вонґровецького повіту Великопольського воєводства.
Населення — 234 особи (2011).
У 1975-1998 роках село належало до Пільського воєводства.

## Демографія
Демографічна структура станом на 31 березня 2011 року:
|          | Загалом | Допрацездатний вік | Працездатний вік | Постпрацездатний вік |
| -------- | ------- | ------------------ | ---------------- | -------------------- |
| Чоловіки | 128     | 28                 | 88               | 12                   |
| Жінки    | 106     | 22                 | 62               | 22                   |
| Разом    | 234     | 50                 | 150              | 34                   |